# Jacobo Moreira Ferro
Jacobo Moreira Ferro (Santiago de Compostela, 7 de julio de 1973). Licenciado en Derecho y abogado de profesión es un político gallego que lidera la candidatura del Partido Popular a la alcaldía de Pontevedra para las elecciones municipales del 2015.

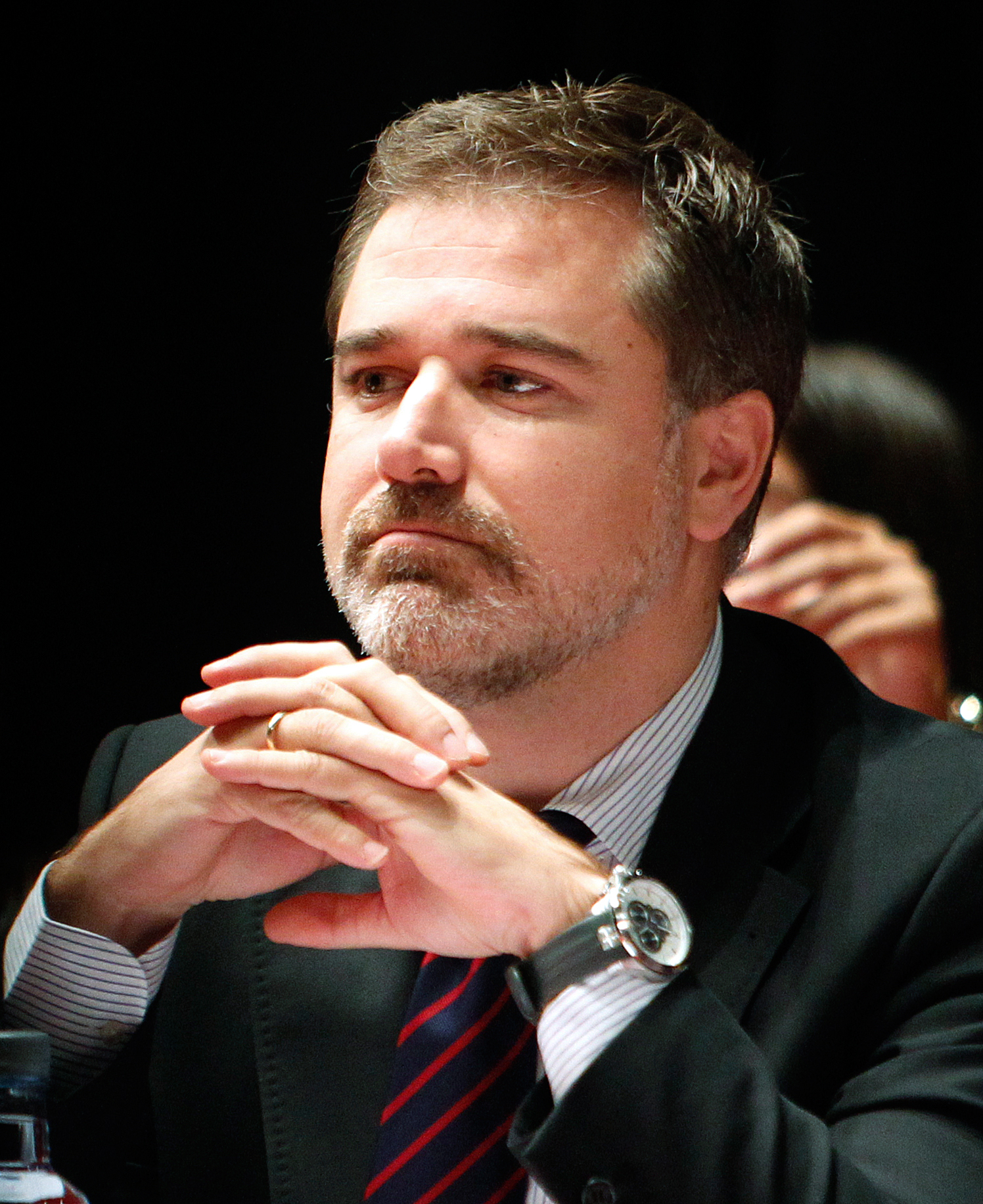
Jacobo Moreira, Presidente local del Partido Popular de Pontevedra

## Trayectoria
Tras más de 16 años ejerciendo de abogado en diferentes bufetes y de asesor jurídico en la maderera gallega FINSA, Jacobo Moreira aterriza en la política de la mano de Telmo Martín quien fue candidato a la alcaldía de Pontevedra en las municipales del 2007, donde sale elegido concejal tras ganar el Partido Popular las elecciones con el 44,2 % de los votos, no pudiendo gobernar debido al pacto entre BNG (28 %) y PSOE (22 %).
El 22 de mayo de 2011 resulta elegido nuevamente concejal, siendo la candidatura del Partido Popular encabezada otra vez más por Telmo Martín, pero otro pacto entre BNG(39 %) y PSOE(13.3 %), deja fuera del gobierno municipal al PP(39 %).
De junio de 2011 a noviembre de 2012 es Diputado en el Parlamento de Galicia.
En marzo de 2012, Telmo Martín deja su puesto en el ayuntamiento de Pontevedra, y Jacobo Moreira asume el cargo de Portavoz del Grupo Municipal del Partido Popular.
El 12 de julio de 2014 se celebra un nuevo congreso del Comité Local del Partido Popular de Pontevedra, en donde Jacobo Moreira sale elegido presidente con un respaldo del 97,4 % de los votos de los militantes de su partido, espaldarazo que lo convierte en el líder y en el candidato indiscutible del Partido Popular a la alcaldía de Pontevedra.
Precisamente dos días después, el 14 de julio de 2014, Jacobo Moreira toma posesión nuevamente como diputado en el Parlamento de Galicia, en sustitución de Agustín Hernández, que deja el Parlamento al ser designado alcalde de Santiago de Compostela.